# ネコゲームティーチャー
ネコゲームティーチャーとは、日本のゲームクリエイター。代表作は「SUPER DRINK BROS」2023年1月6日に結婚を発表。お相手はモデルでゲーマーの黒田瑞貴さん。

## 概要
ネコゲームティーチャーはゲームクリエイターであり、2020年11月13日に代表作である「SUPER DRINK BROS」をSteamで配信開始。本業でもゲーム製作の仕事に携わっており、趣味としてもゲーム製作がしたくネコゲームティーチャーとして活動を始めた。
Youtubeでは同名義でチャンネルの開設もしており、「SUPER DRINK BROS」に関する動画などを投稿している。

## 主なゲームタイトル

### 「SUPER DRINK BROS」
(開発・企画・販売:ネコゲームティーチャー)
手足の生えた飲み物同士が世界一強い飲み物を決めるべく、己とメーカーの名をかけて戦う3Dアクションゲーム。
一見すると“バカゲー”だが、ユーモアさにあふれた設定を背負ったキャラクターたちや、シンプルながらも奥深い対戦が好評を得ている作品。
リリース当時はファイター数は4体だったが、頻繁なアップデートにより続々ファイターが追加され、現在では15体の飲み物ファイターがプレイ可能となっている。またその奥深いゲーム性から、ユーザー間でも頻繁に大会が催されるようになり、2021年3月7日にはTwitch公式のストリーマーバトルがライブ配信された。

### 「アルティメットババ抜きまーじゃん～3Days～」
(開発・企画・販売:ネコゲームティーチャー)
トランプのババ抜きをベースとし、数字やジョーカーといったカードとは別に毎ターン補充されるアビリティ牌によって、プレイヤーの行動を決める変則型のババ抜きゲーム。
2021年11月20日(土)～11月22日(月)にTwitchにて「48時間以内に新作のゲームを作る」という企画で制作した作品であり、2021年12月11日にリリースした。

### 「Family Battle-タッグアリーナ」
(開発・企画：ネコゲームティーチャー　販売：講談社)
講談社主催のゲームクリエイターズラボの第一弾の作品として発表された、超人家族達による大喧嘩をコンセプトとした2vs2アクションゲーム。
ゲームクリエイターズラボでのネコゲームティーチャーの名義はナカミチヨシアキ。
近接攻撃を主体としてダメージを与えるアタッカーと、遠距離武器を使い、ダメージは与えられないものの4つのスキルで戦略的に立ち回るサポートという、操作感や性質が異なるロールがタッグを組み2vs2で戦うことができる。発売は2022年8月6日(土)を予定。

### 「SPY RUMBLE」/「スパイランブル」
(開発・企画・販売：ネコゲームティーチャー)
エージェントとスパイの陣営に分かれ、それぞれの勝利条件を達成するためにアクションを起こす正体隠匿系ゲーム
2022年6月23日よりSteamでアーリアクセスを開始。4人～8人でプレイが可能で、人狼系のゲームでありながらTPSのシューティング要素も兼ね備えている。人狼系ゲームとしての面白さを追及するため、開発段階からしょぼすけ、Loutlotなどの人狼系ゲームに通じている配信者にテストプレイをしてもらったり、αテストなどでは公開テストプレイとして様々な配信者からフィードバックを得ながら開発を進めた。これにより「SPY RUMBLE」は、ネコゲームティーチャーの得意分野でもある爽快感あるアクション性と人狼系ゲームとしての面白さを両立したゲームとなった。

## 出演
- Twitch Streamer Battle: SUPER DRINK BROS.(2021年3月7日 Twitch)[11]
- IndieGame HUB(2021年3月1日　ニコニコ生放送)[12]
- オールナイトe! (2021年3月21日 フジテレビONE)[13]
- ハロー! いんでぃーむ!(2021年5月8日　YouTube)[14]
- ハロー! いんでぃーむ!(2021年5月28日　YouTube)[15]
- E5なう!(2021年6月30日　Twitch)[16]
- WatchMojo(2021年4月29日 YouTube)[17]
- 電撃オンライン(2021年6月12日 YouTube)[18]